# Herding Cats (album)
Herding Cats er det andet studiealbum fra det keltiske band Gaelic Storm. Det blev udgivet den 20. december 1999.

## Spor
1. "Drink the Night Away"
2. "The Ferryman"
3. "South Australia"
4. "After Hours at McGann's"
5. "Heart of the Ocean"
6. "Breakfast at Lady A.'s"
7. "The Park East Polkas"
8. "Spanish Lady"
9. "The Devil Went Down to Doolin"
10. "The Barnyards of Delgaty"
11. "The Broken Promise"
12. "She Was the Prize"
13. "Titanic Set"